# Задеревач
Задерева́ч — село в Україні, у Стрийському районі Львівської області. Населення становить 568 осіб (01.05.2022). Орган місцевого самоврядування - Моршинська міська рада.

## Історія
Згадується у 1371 році, як власність Данила Дажбоговича Задеревацького, що свідчить про існування села ще у княжу добу.  У податковому реєстрі 1515 року в селі документується млин і 4 лани (близько 100 га) оброблюваної землі.
15 червня 1934 року село передане з Долинського повіту до Стрийського.

## Політика

### Парламентські вибори, 2019
На позачергових парламентських виборах 2019 року у селі функціонувала окрема виборча дільниця № 461442, розташована у приміщенні будинку культури.
Результати
- зареєстровано 427 виборців, явка 82,20%, найбільше голосів віддано за «Слугу народу» — 25,64%, за Всеукраїнське об'єднання «Батьківщина» — 18,52%, за Європейську Солідарність — 10,54%.[5] В одномандатному окрузі найбільше голосів отримав Андрій Кіт (самовисування) — 49,29%, за Володимира Наконечного (Слуга народу) — 15,10%, за Олега Канівця (Громадянська позиція) — 11,68%[6].

## Пам'ятки
- Церква Святого Івана Хрестителя[d];